# Avant-garde de la conquête
Le Talaëh al-Fatah (Avant-garde de la conquête) est un groupe armé islamiste fondé au début des années 1990 à Peshawar, par d'anciens membres du Jihad islamique égyptien, en particulier Ayman al-Zawahiri.
Agissant en Égypte, le groupe est en concurrence avec la Gamaa al-Islamiya. En 1993, l'organisation connaît une scission (Junnud Allah ou Soldats de Dieu) qui déstabilise le Talaëh al-Fatah, déjà désorganisé par la répression.
Le groupe rejoint par la suite Al-Qaïda.
L'organisation est placée sur la liste officielle des organisations terroristes du Canada.